# 1936년 동계 올림픽 그리스 선수단
1936년 동계 올림픽 그리스 선수단은 독일 가르미슈파르텐키르헨에서 개최된 1936년 동계 올림픽에 참가한 올림픽 그리스 선수단이다. 1명의 선수가 2개 종목에 참가하였다. 그리스는 이번 대회부터 동계 올림픽에 참가하게 되었다.

## 알파인 스키

### 남자
| 선수                    | 종목 | 활강   | 활강 | 회전    | 회전    | 회전 | 총계    | 총계 |
| 선수                    | 종목 | 기록   | 순위 | 1차시기 | 2차시기 | 순위 | 총 점수 | 순위 |
| ----------------------- | ---- | ------ | ---- | ------- | ------- | ---- | ------- | ---- |
| 디미트리스 네그로폰티스 | 복합 | 6:58.6 | 43   | 2:15.3  | DSQ     | –    | DNF     | –    |

## 크로스컨트리

### 남자
| 선수                    | 종목 | 순위 | 순위 |
| 선수                    | 종목 | 기록 | 순위 |
| ----------------------- | ---- | ---- | ---- |
| 디미트리스 네그로폰티스 | 18km | DNF  | –    |

## 참고 자료
- (독일어) (ed.) Peter von le Fort (1936). 《IV. Olympische Winterspiele 1936 Amtlicher Bericht》 (PDF). Reichssportverlag. 2007년 8월 9일에 원본 문서 (PDF)에서 보존된 문서. 2008년 6월 10일에 확인함.
- (영어) “Olympic Medal Winners”. 국제 올림픽 위원회. 2008년 6월 10일에 확인함.
- (영어) “Greece at the 1936 Garmisch-Partenkirchen Winter Games”. sports-reference.com. 2009년 3월 2일에 원본 문서에서 보존된 문서. 2011년 8월 18일에 확인함.